# Wendell Berry
Pour les articles homonymes, voir Berry (homonymie).
Wendell Berry (né le 5 août 1934 dans le comté de Henry (Kentucky), est un écrivain, essayiste, paysan, romancier, poète, professeur et critique américain. Il est l'auteur de plus de 40 ouvrages.

## Biographie
Après des études d’anglais à l’Université du Kentucky, il enseigne la littérature et la création littéraire, à titre de professeur honoraire dans diverses universités du Kentucky, de New York et de la Californie, entre 1957 et 1965.
En 1965, il retourne au Kentucky, à Port Royal, et s’établit sur la ferme qu’a occupée la famille depuis 1800. Il y cultive 125 acres selon des méthodes traditionnelles et biologiques, en n’utilisant que des chevaux. L'œuvre de Wendell Berry reflète ses préoccupations, centrées essentiellement sur l'agriculture et la communauté. On y retrouve son amour de la terre ainsi que ses valeurs familiales, communautaires, écologiques et humanistes. Tout en se faisant chronique et critique du déclin de la vie rurale en Amérique et de ce qu’il nomme le « désordre culturel » mondial, son œuvre porte aussi à la conscientisation, à l’attention, à la responsabilisation de l’individu et à l’harmonisation de la relation entre l’homme, sa nature et la nature.
L'auteur a même été décrété par le New York Times comme « le prophète de l’Amérique rurale ». Profondément éthique, spirituelle, intime et pratique, l’œuvre de Wendell Berry porte essentiellement sur la santé du monde.
En 2010, le président des Etats-Unis Barack Obama lui décerne la "National Humanities Medal" (Médaille nationale pour les Humanités).
En 2020, Wendell Berry et sa femme, Tanya Berry, portent plainte contre l'Université du Kentucky afin d'empêcher le retrait d'une fresque murale peinte dans l'enceinte de l'établissement. La fresque fut peinte en 1934 par la tante de Tanya Berry, Ann Rice O'Halon. Elle juxtapose des scènes d'hommes et de femmes blanches libres avec des vignettes d'esclaves noirs travaillant dans un champ. Jugeant l'œuvre raciste, l'administration avait décidé de la retirer. Le couple Berry défend qu'au contraire, elle est une restitution fidèle de la réalité historique.

## Œuvres

### Nouvelles et romans
- 1960 : Nathan Coulter. Boston: Houghton Mifflin (révisé en 1985)
- 1967 : A Place on Earth. Boston: Harcourt, Brace  (révisé en 1983)
- 1975 : The Memory of Old Jack (révisé 1999). Harcourt, Brace
- 1986 : The Wild Birds: Six Stories of the Port William Membership. San Francisco: North Point Press
- 1988 : Remembering. North Point Press
- 1991 : The Discovery of Kentucky. Gnoman Press
- 1992 : Fidelity: Five Stories. New York: Pantheon
- 1994 : How Ptolemy Proudfoot Lost A Bet
- 1996 : Watch With Me : And Six Other Stories of the Yet-Remembered Ptolemy Proudfoot and His Wife, Miss Minnie, Nee Quinch
- 1996 : A World Lost. CounterPoint
- 1997 : Two More Stories of the Port William Membership. North Point Press
- 2000 : Jayber Crow. Counterpoint Press
- 2002 : Three Short Novels: Nathan Coulter, Remembering and A World Lost. Counterpoint Press
- 2004 : Hannah Coulter. Shoemaker & Hoard

### Poésie
- 1964 : November Twenty-Six, Nineteen Hundred Sixty-Three. Braziller
- 1965 :  The Broken Ground. New York: Harcourt, Brace
- 1968 : Openings. Harcourt, Brace and World
- 1969 : Findings. Iowa City, Iowa: The Prairie Press
- 1970 : Farming: A Hand Book. New York: Harcourt, Brace, Jovanovich
- 1970 : The Hidden Wound. Houghton Mifflin
- 1973 : The Country of Marriage. New York: Harcourt, Brace, Jovanovich
- 1974 : Horses. Monterey, Kentucky: Larkspur Press
- 1975 : The Kentucky River. Monterey, Kentucky: Gnoman Press
- 1975 : To What Listens. Crete, Nebraska: The Best Cellar Press
- 1975 : Sayings and Doings. Gnoman Press
- 1976 : There Is Singing Around Me. Cold Mountain Press
- 1977 : Clearing. Harcourt, Brace, Jovanovitch
- 1977 : Three Memorial Poems. Berkeley, California: Sand Dollar Press
- 1980 : A Part. San Francisco: North Point Press
- 1982 : The Wheel
- 1984 : An Eastward Look. Berkely, California: Sand Dollar Press
- 1985 : The Collected Poems: 1957-1982. San Francisco: North Point Press
- 1987 : Landscape of Harmony. Five Seasons
- 1987 : Sabbaths. San Francisco: North Point Press
- 1989 : Traveling At Home
- 1994 : Entries. Counterpoint Press (réédition, 1997)
- 1997 : A Timbered Choir: 1979-1997. Counterpoint Press
- 2004 : Sabbaths 2002. Monterey, Kentucky. Larkspur
- 2005 : Given. Shoemaker & Hoard

### Essais
- 1968 : The Rise. Lexington, Kentucky: Grave Press
- 1970 : The Hidden Wound. Boston: Houghton Mifflin
- 1971 : The Unforeseen Wilderness : Kentucky's Red River Gorge. University Press of Kentucky
- 1972 : The Long-Legged House. New York: Harcourt, Brace, Jovanovich
- 1972 : A Continuous Harmony : Essays Cultural and Agricultural
- 1977 : The Unsettling of America : Culture & Agriculture. Sierra Club Books
- 1981 : The Gift of Good Land: Further Essays Cultural and Agricultural. San Francisco: North Point Press
- 1981 : Recollected Essays, 1965-1980. San Francisco: North Point Press
- 1982 : The Wheel. North Point Press
- 1983 : Standing by Words. San Francisco North Point Press
- 1984 : Meeting the Expectations of the Land: Essays On Sustainable Agriculture and Stewardship. North Point Press
- 1987 : Home Economics : Fourteen Essays. San Francisco: North Point Press
- 1988 : The Work of Local Culture. Iowa Humanities Press
- 1990 : What Are People For? North Point Press
- 1990 : Harlan Hubbard: Life and Work. University Press of Kentucky Press
- 1991 : Standing On Earth. Golgonooza Press
- 1992 : Sex, Economy, Freedom & Community : Eight Essays. Pantheon Books
- 1996 : Another Turn of the Crank : Essays. Counterpoint Press
- 1996 : Late Harvest : Rural American Writing. Edward Abbey, et al
- 1996 : Conserving Communities: The Case Against the Global Economy. Sierra Club Books
- 2000 : Life Is a Miracle: An Essay Against Modern Superstition. Counterpoint
- 2000 : Living at Nature's Pace (réédition)
- 2002 : The Art of the Commonplace: the Agrarian Essays of Wendell Berry. Counterpoint
- 2003 : Citizenship Papers. Trade Cloth
- 2005 : The Way of Ignorance. Shoemaker & Hoard

### Autres
- 1994 : Spotted Horses and Other Stories. Cassettes (Faulkner)
- 2005 : Blessed are the Peacemakers: Christ’s Teachings of Love, Compassion and Forgiveness. Shoemaker & Hoard

### En français
- 2005 (1978) : préface à La révolution d'un seul brin de paille de Masanobu Fukuoka. Trédaniel. (Traduit par Bernadette Prieur Dutheillet de Lamothe.)
- 2018 : Nul lieu n'est meilleur que le monde. Arfuyen. (Poèmes choisis et traduits par Claude Dandréa.)
- 2018 (2002) : La Santé de la terre. Essais agrariens. Wildproject. (Essais issus de The Art of Commonplace traduits par Pierre Madelin.)